# Mike Sangster
Michael „Mike“ Sangster (* 11. September 1940 in Kingskerswell, Devon; † 30. April 1985 in Torquay, Devon) war ein britischer Tennisspieler aus England.

## Karriere
Mike Sangster spielte vor seiner Tenniskarriere Fußball als Amateur bei Torquay United und erhielt ein Angebot von West Ham United, das er ausschlug.
Er galt während seiner Karriere als bester britischer Tennisspieler. Er war der erste Brite, der nach Fred Perry das Halbfinale der French Open, der US Open und in Wimbledon erreichte. Sein Spiel zeichnete sich durch einen schnellen Aufschlag und eine starke Rückhand aus.
Im Jahr 1958 trat Sangster als 17-Jähriger erstmals beim Einzel von Wimbledon an, wo er in der ersten Runde ausschied. Zwei Jahre später erreichte er bei den U.S. Championships das Achtelfinale, wo er gegen den späteren Turniersieger Neale Fraser verlor. 1961 hatte er bei den Australian Open, in Wimbledon und bei den U.S. Championships seine besten Turnierergebnisse. In diesem Jahr wurde er von Tennis-Reporter Ned Potter an Position 7 der Welt geführt. 1963 folgte die Halbfinalteilnahme bei den Internationalen französischen Tennismeisterschaften.
Im Jahr 1964 erreichte er das Doppelfinale der U.S. Championships und das Mixed-Finale der Australian Championships. Ende des Jahres starb sein Trainer George Worthington. Anschließend konnte Sangster bis zu seinem Karriereende 1969 nicht mehr an die früheren Erfolge anknüpfen.
Zwischen 1960 und 1968 trat Sangster in 26 Begegnungen für die britische Davis-Cup-Mannschaft an. Er gewann 43 seiner 65 Partien. Sein größter Erfolg war das Erreichen des Halbfinales der Weltgruppe. Er ist der Spieler, der für Großbritannien die meisten Matches im Davis Cup spielte.

## Privates
Nach seiner aktiven Karriere betrieb Sangster eine Sportwarenkette im Südwesten Englands.
Er erlitt 1985 beim Golfspielen einen Herzinfarkt und starb daran mit 44 Jahren.

## Erfolge

### Einzel

#### Finalteilnahmen
| Nr. | Datum            | Turnier | Belag         | Finalgegner | Ergebnis           |
| --- | ---------------- | ------- | ------------- | ----------- | ------------------ |
| 1.  | 25. Februar 1968 | Macon   | Hartplatz (i) | Jan Leschly | 3:6, 4:6, 7:5, 4:6 |

### Doppel

#### Finalteilnahmen
| Nr. | Datum              | Turnier            | Belag | Doppelpartner   | Finalgegner                   | Ergebnis      |
| --- | ------------------ | ------------------ | ----- | --------------- | ----------------------------- | ------------- |
| 1.  | 13. September 1964 | U.S. Championships | Rasen | Graham Stilwell | Chuck McKinley Dennis Ralston | 3:6, 2:6, 4:6 |

### Mixed

#### Finalteilnahmen
| Nr. | Datum           | Turnier         | Belag | Doppelpartnerin | Finalgegner                 | Ergebnis |
| --- | --------------- | --------------- | ----- | --------------- | --------------------------- | -------- |
| 1.  | 13. Januar 1964 | Australian Open | Rasen | Jan Lehane      | Margaret Smith Ken Fletcher | 3:6, 2:6 |